# Joseph William Mathews
Joseph William Mathews ('Jimmy') (1871-1949) fue un botánico sudafricano.
Fue el primer curador en el "Jardín botánico de Kirstenbosch, estudiando la familia Iridaceae con énfasis en el género Aizoaceae.

## Eponimia
Especies
- (Adiantaceae) Eriosorus mathewsii'' (Hook.) Crabbe[1]
- (Aizoaceae) Drosanthemum mathewsii L.Bolus[2]
- (Amaryllidaceae) Dewinterella mathewsii (W.F.Barker) D.Müll.-Doblies & U.Müll.-Doblies[3]
- (Amaryllidaceae) Hessea mathewsii W.F.Barker[4]